# Tratado de Alcalá de Henares

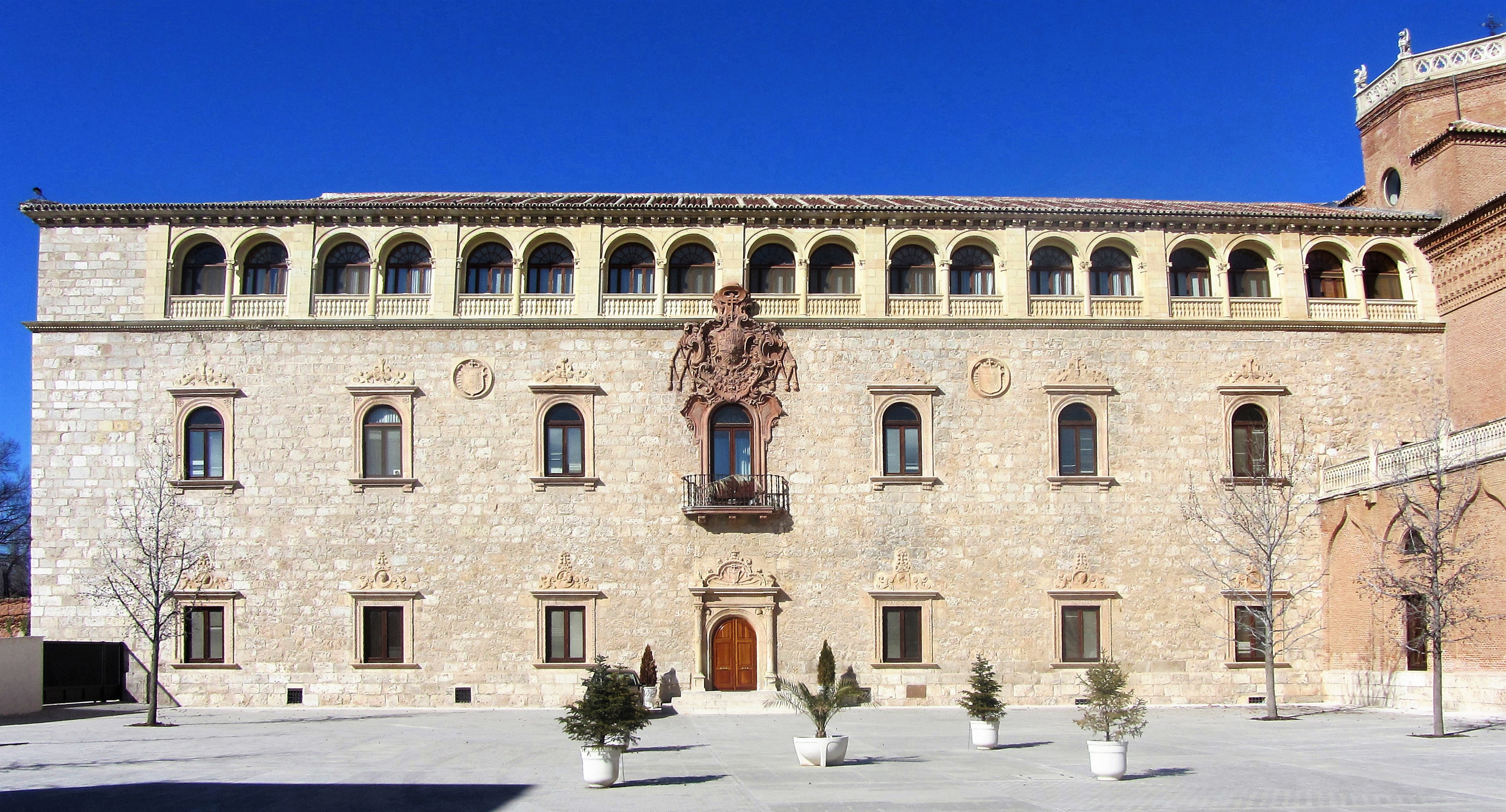
Palacio arzobispal de Alcalá de Henares.

El tratado de Alcalá de Henares fue un acuerdo rubricado el 19 de diciembre de 1308 en la ciudad de Alcalá de Henares (España), entre el rey Fernando IV de Castilla y los embajadores Bernaldo de Sarrià y Gonzalo García, que representaban al monarca Jaime II de Aragón.

## Antecedentes

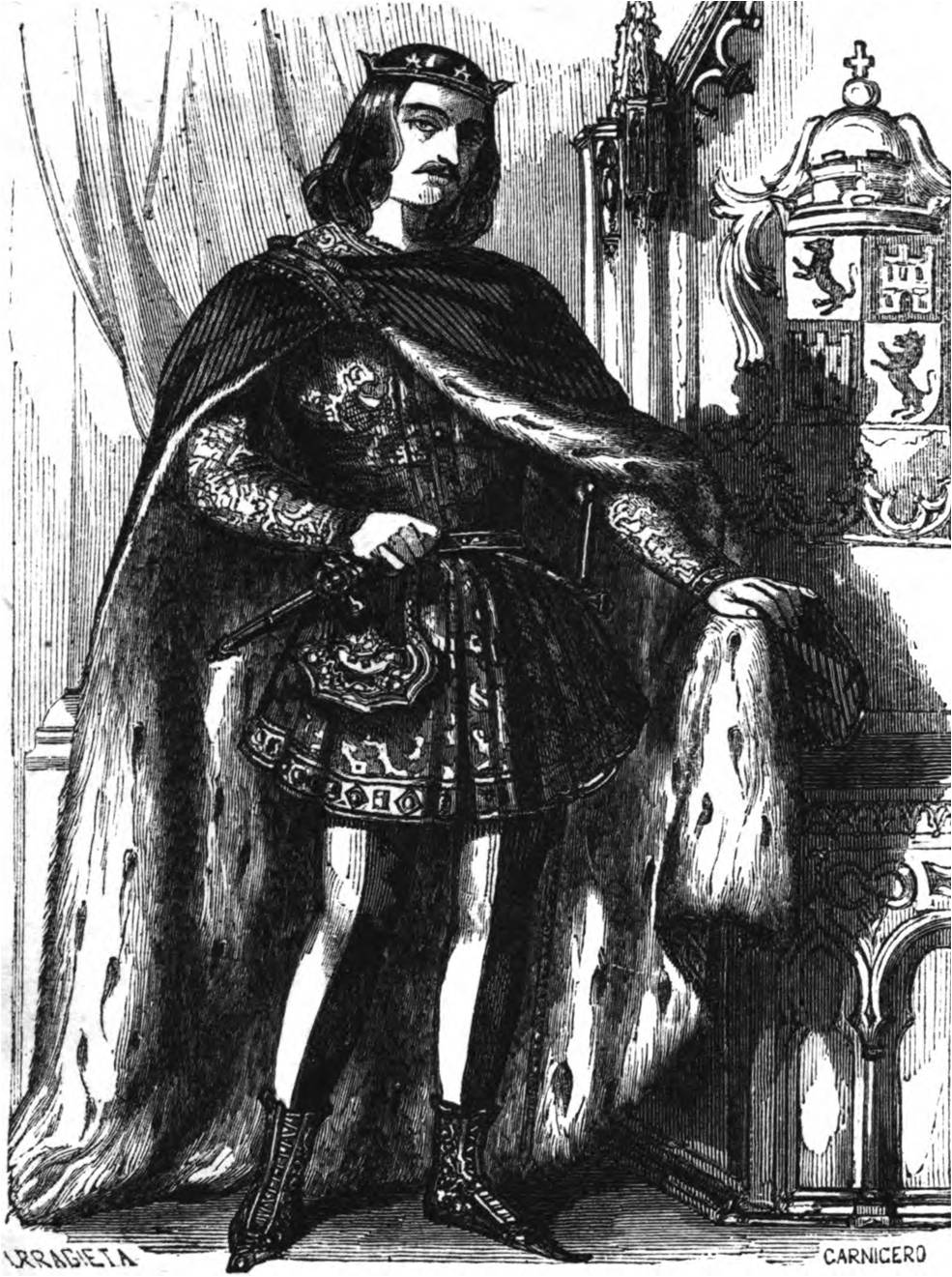
Rey Fernando IV de Castilla.

A comienzos de 1306, Fernando IV de Castilla había solicitado entrevistarse con Jaime II de Aragón, y desde ese momento los embajadores de ambos reyes intentaron fijar una fecha para el encuentro de los dos soberanos, que hubo de ser aplazado varias veces debido a los conflictos internos existentes en ambos reinos. Las cláusulas del tratado de Alcalá de Henares, firmado el 19 de diciembre de 1308, tuvieron su origen en los encuentros mantenidos por los reyes de Castilla y Aragón en el monasterio de Santa María de Huerta y en Monreal de Ariza en el mes de diciembre de 1308. Los temas discutidos en ambas entrevistas fueron el relanzamiento de la empresa bélica de la Reconquista, deseado por ambos reyes, el matrimonio de la infanta Leonor de Castilla, hija primogénita y heredera de Fernando IV, con el infante Jaime de Aragón, hijo y heredero de Jaime II de Aragón y, por último, la satisfacción de los compromisos contraídos por Fernando IV con Alfonso de la Cerda, que aún no habían sido satisfechos en su totalidad.
Respecto al matrimonio entre la infanta Leonor y el infante Jaime, aunque fue celebrado nunca fue consumado, ya que el infante Jaime huyó de la ceremonia de esponsales, renunció poco después a sus derechos al trono, e ingresó en la Orden de San Juan de Jerusalén. La infanta Leonor contrajo matrimonio, años más tarde, con Alfonso IV, rey de Aragón, e hijo y sucesor de Jaime II. Respecto al segundo asunto debatido en las entrevistas, Fernando IV entregó a Alfonso de la Cerda 220.000 maravedíes que aún no le habían sido entregados y este último devolvió al rey las villas de Deza, Serón y Alcalá. La idea de emprender de nuevo la lucha contra el reino de Granada fue acogida con entusiasmo por ambos soberanos, que contaban con el apoyo del rey de Marruecos, quien se hallaba en guerra contra el rey Muhammad III de Granada. Se aprobó con la anuencia de ambas partes que las tropas del reino de Castilla y León atacarían las plazas de Algeciras y Gibraltar, mientras que los aragoneses conquistarían la ciudad de Almería. 
Tras las entrevistas mantenidas entre ambos soberanos, Fernando IV se reunió en la villa de Almazán con su madre, la reina María de Molina, y ambos acordaron limpiar de malhechores la zona comprendida entre los municipios de Almazán y Atienza, y destruir las fortalezas que les servían de refugio, labor en la que tomó parte el infante Felipe de Castilla, hermano de Fernando IV. Por su parte, la reina María de Molina se mostró complacida ante los acuerdos alcanzados entre Fernando IV y el rey de Aragón. A continuación, el rey se dirigió a Alcalá de Henares.

## Tratado de Alcalá de Henares

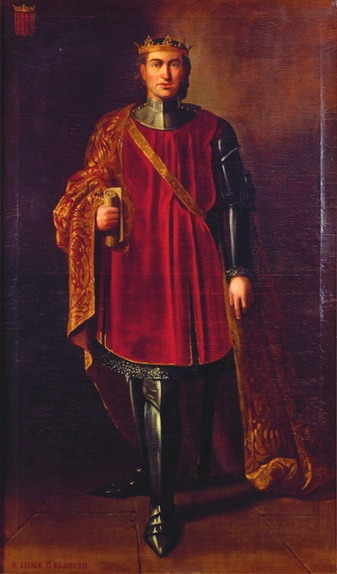
Retrato imaginario del rey Jaime II de Aragón, de Manuel Aguirre y Monsalbe. Ca. 1851-1854. (Diputación Provincial de Zaragoza).

El 19 de diciembre de 1308, en el palacio arzobispal de Alcalá de Henares, Fernando IV de Castilla y los embajadores aragoneses Bernaldo de Sarrià y Gonzalo García rubricaron el tratado de Alcalá de Henares. Fernando IV, que contaba con el apoyo de su hermano, el infante Pedro, de Diego López V de Haro, del arzobispo de Toledo y del obispo de Zamora, acordó iniciar la guerra contra el reino de Granada el 24 de junio de 1309 y se comprometió, al igual que el monarca aragonés, a no firmar una paz por separado con el monarca granadino. El rey castellano aportaría diez galeras a la expedición y otras tantas el rey aragonés. Se aprobó con la anuencia de ambas partes que las tropas del reino de Castilla y León atacarían las plazas de Algeciras y Gibraltar, mientras que los aragoneses conquistarían la ciudad de Almería. 
Fernando IV se comprometió a ceder una sexta parte del reino de Granada al rey aragonés, y le concedió el reino de Almería en su totalidad como adelanto por el mismo, excepto las plazas de Bedmar, Locubín, Alcaudete, Quesada y Arenas, que habían formado parte del reino de Castilla y León en el pasado. Fernando IV estableció que si se daba la circunstancia de que el reino de Almería no se correspondiese con la sexta parte del reino de Granada, el arzobispo de Toledo por parte de Castilla y el obispo de Valencia por parte de Aragón serían los encargados de resolver las posibles deficiencias de dicho cálculo. La concesión al reino de Aragón de una parte tan extensa del reino de Granada motivó que el infante Juan de Castilla "el de Tarifa" y don Juan Manuel protestasen contra la ratificación del tratado, aunque dicha protesta no tuvo consecuencias. 
La entrada en vigor de las cláusulas del tratado de Alcalá de Henares supuso una notable ampliación de los futuros límites del reino de Aragón, que alcanzó unos límites mayores que los previstos en los tratados de Cazorla y Almizra, en los que se habían establecido las futuras áreas de expansión de los reinos de Castilla y Aragón en el pasado. Además, Fernando IV otorgó su consentimiento para que Jaime II de Aragón negociase una alianza con el rey de Marruecos, a fin de combatir al reino de Granada.
Tras la firma del tratado de Alcalá de Henares, los reyes Fernando IV de Castilla y Jaime II de Aragón enviaron embajadores a la Corte de Aviñón, a fin de solicitar al Papa Clemente V que concediese la condición de cruzada a la lucha contra los musulmanes del sur de la península ibérica, y para que concediese la necesaria dispensa para la celebración del matrimonio entre la infanta Leonor de Castilla, hija primogénita y heredera de Fernando IV, y el infante Jaime de Aragón, hijo y heredero de Jaime II de Aragón, a lo que el Papa accedió, pues dispensa para dicho matrimonio fue otorgada antes de la llegada de los embajadores a Aviñón. El 24 de abril de 1309 el Papa Clemente V, mediante la bula "Indesinentis cure", autorizó la predicación de la cruzada en los dominios del rey Jaime II de Aragón, y otorgó a la empresa los diezmos que habían sido destinados a la conquista de Córcega y Cerdeña.